# 64–73
64–73 var ett radioprogram i Sveriges Radio P4 på måndagskvällarna i mitten av 2006. Programmet leddes av Carolina Norén. Serien handlade om historia och använde sig av Sveriges Radios arkiv. Varje gång behandlades ett årtal mellan 1964 och 1973. Vid varje år som behandlades togs ämnen som brott, politik, musik, sport och dödsfall under åren upp. Musiken som spelades var melodier som var populära under det för dagen aktuella årtalet.

### Fotnoter
1. ↑  Information i Svensk mediedatabas (läst 9 april 2011).